# Dacrydium ericoides
Dacrydium ericoides là một loài thực vật hạt trần trong họ Thông tre. Loài này được de Laub. miêu tả khoa học đầu tiên năm 1988.